# Къща на Железови и Събеви
Къща на Железови и Събеви е къща на бул. „Приморски“ № 111 във Варна.
Построена е през 1903 г. от арх. Антон Франгя. Първият ѝ собственик е ген. Христо Луков. По-късно е купена от полк. Милко Железов, основател на бреговата артилерийска охрана на Варна. Къщата е двуетажна с високо мазе. При построяването ѝ са използвани железни Т-образни греди, които придават устойчивост на постройката, вар, пясък и вода. Таванът представлява висяща конструкция от карпатски бор, а сутеренното пространство е с римски сводове.
По време на Втората световна война къщата е реквизирана от германското морско командване, а след края на войната се нанасят съветски военни. Нанесени са големи поражения върху покъщнината. Полк. Железов е съден от Народния съд и е обявен за „враг на народа“, заради което е интерниран заедно със семейството си в Добруджа. В средата на 1950-те години се завръщат отново във Варна, където скоро след това умира. Получават право да се завърнат отново в къщата си, но по Закона за едрата градска собственост в дома им са настанени няколко семейства. Един от етажите е продаден. В нея живеят дъщеря му Виолета и съпругът ѝ Стоян Събев.